# Йинонице (станция метро)
«Йинонице» (чеш. Jinonice; до 22 февраля 1990 года — «Швермова» (чеш. Švermova)) — станция пражского метрополитена. Расположена на Линии B между станциями «Нове-Бутовице» и «Радлицка». Сооружена в 1988 году. Общая реконструкция состоялась в 2017 году.

## Характеристика станции
Была открыта 26 октября 1988 года в составе второго пускового участка линии В «Smíchovské nádraží - Nové Butovice». Первоначально была названа Швермова (Švermova) — в честь писателя и общественного деятеля коммуниста Яна Шверма. Переименована 22 февраля 1990 года.

## Реконструкция станции
7 января 2017 года станция закрылась на реконструкцию. Её повторное открытие планировалось на 7 августа 2017 года, однако позже перенесли на 23 августа. Со станции «Нове Бутовице» сюда можно было попасть по автобусному маршруту и оказаться у вестибюля. 23 августа 2017 года состоялось открытие обновлённой станции.